# Magoyond
Magoyond (souvent écrit "MAGOYOND" en majuscules) est un groupe de metal alternatif, metal symphonique et Metal avant-gardiste français originaire de Paris. Créé virtuellement par l'ex duo 'Le Mago' et 'Yond' en 2007, le groupe se forme physiquement entre 2009 et 2010. Il est aujourd'hui composé de quatre membres : Julien 'Le Mago' Escalas, Arnaud 'Aspic' Condé, Bruno 'Nobru' Guerzoni, Victor 'Vito' Bruzzi.
Le groupe compte trois albums, Pandemia sorti en 2012, Kryptshow, double album sorti en 2019 et Necropolis leur troisième album studio sorti pour Halloween 2022 ; ainsi que plusieurs EP : Z sorti en 2014, 'ZZ' et Znake : The Game sortis en 2016.
Le style de Magoyond regroupe plusieurs genres musicaux tels que le hard rock, le heavy metal (et plusieurs de ses variantes symphonique, progressif, industriel, folk) ou encore le jazz. Le sujet des morts-vivants étant fréquent dans leurs chansons, le groupe a été catégorisé de groupe de rock zombie dès leurs débuts. Ce terme est utilisé encore aujourd'hui par le groupe qui l'a fait évoluer en Monster Rock ou Monster Metal.
Les thématiques de leurs chansons font référence à l’imagerie des films d'horreur, des monstres de la pop-culture et de la culture web. Les albums, interprétés en français, sont des concept-album cinématographiques, contant des histoires macabres et grand-guignolesques sur les relations entre zombies, vampires et survivants, avec un regard cynique sur l'image du monstre et de l'Homme dans la société[réf. nécessaire]. Chaque chanson possède son style musical afin d'accompagner l'histoire et les paroles, souvent basées sur l'humour noir[source secondaire souhaitée].
Parfois costumé et maquillé, le groupe est habitué des festivals, conventions et concerts issus de la culture geek. Magoyond se fait connaitre sur internet[source secondaire nécessaire] avec les reprises metal des chansons Soyez Prêtes (issu du film Le Roi lion), Le Pudding à l'arsenic (issu du film Astérix et Cléopâtre), Mon Ancêtre Gurdil version metal avec les membres du Naheulband (groupe de musique issu de la saga MP3 Le Donjon de Naheulbeuk) dont Le Mago fait également partie depuis 2015.

## Historique

### Création et nom du groupe (2007)
À ses débuts, fin 2007, Julien Escalas et Romain Yond créent et participent à des sagas MP3 amateures (Chez le Psy, Le Donjon de Naheulbeuk...). Connus respectivement sur internet via les pseudonymes Le Mago et Yond, le duo "Magoyond" se crée sous l'impulsion d'un ami à eux, aujourd'hui décédé. Le Mago déclarera quelques années plus tard sur Radio Sensation que le nom du groupe est désormais un hommage et qu'il ne changerait pas, bien que la formation se soit agrandie. Rapidement, il commence à écrire et composer des chansons humoristiques dans la lignée du Naheulband ou d’Ultra Vomit, mises à disposition gratuitement sur Jamendo.

### Débuts (2007 / 2011)
Pendant deux ans, Magoyond sort de nouvelles chansons régulièrement, en variant les styles et en cherchant une thématique sur laquelle développer un univers. Influencé par le film Shaun of the Dead, Le Mago écrit et enregistre la trilogie Adopte un Zombie (Parties 1, 2 et 3) qui lancera le concept narratif du groupe. Plus tard, seule la chanson Adopte un Zombie (Partie 3) sera gardée par la formation et deviendra Adopte un Zombie.
Arnaud 'Aspic' Condé rejoint le duo mi-2009 et donne aux morceaux un son plus complet grâce aux orchestrations et aux ambiances apportées par les claviers. Un premier concert est donné en juin 2009, en acoustique, lors d’une émission de la webradio SynopsLive. Monsieur G rejoint le groupe quelques mois plus tard en tant que guitariste soliste.
En janvier 2010, l’opportunité est donnée à Magoyond de faire son premier concert amplifié au Dupont Café à Paris. Le line-up est alors complété par Bruno 'Nobru' Guerzoni à la batterie. Le public brassé via internet vient de France et Belgique pour voir ce premier live, mêlant humour, musique et magie.
Début 2011, Magoyond s’inscrit au tremplin Emergenza. Le groupe joue au Gibus, à la Scène Bastille, au New Morning, pour arriver en finale nationale au Trianon en juillet 2011, avec le soutien toujours grandissant du public. Grâce à une expérience accumulée au fil de nombreux concerts, le groupe a réussi à créer un style et une identité qui se veut à la fois visuelle via les costumes de scènes, mais aussi très second degré.

### Ère "Pandemia" (2012 / 2013)
Contact pris lors du Trianon, Magoyond est programmé de plusieurs fois à Paris au Batofar et au Réservoir. Le groupe se produit également lors de festivals comme les Joutes du Téméraire à Nancy, les Geek Faeries à La Chapelle-Saint-Mesmin ou encore à Geekopolis à Paris[source secondaire souhaitée]. Les concerts acoustiques font leur apparition pour des passages radio[réf. souhaitée].
Pandemia, le premier album du groupe, sort le 21 décembre 2012. À cette occasion, Magoyond donne un concert au Batofar à Paris, retransmis le 31 décembre sur la chaîne Enorme tv[source secondaire souhaitée].
En juin 2013, le multi-instrumentiste Damien Dufour, alias DamDuf, rejoint la formation pour un concert au Bataclan, le groupe étant invité par le festival Emergenza pour une soirée spéciale[source secondaire souhaitée]. Une équipe de maquilleuses faisant désormais partie de l'équipe technique, les musiciens inaugurent de nouveaux costumes et présentent alors leurs premiers maquillages de scène[source secondaire souhaitée]. Après une petite tournée parisienne durant le mois d’octobre, Mr G et Yond quittent le groupe. DamDuf endorse désormais le rôle de bassiste et Victor 'Vito' Bruzzi entre dans le groupe, assurant la guitare lead sur les nouvelles compositions et apportant un son plus metal au groupe[réf. souhaitée].

### Ère "Z" (2014 / 2015)
Z, le premier EP de la nouvelle formation sort en avant-première au festival Geekopolis en mai 2014. Magoyond joue à La Bellevilloise fin 2014 à l’occasion d'une grande soirée Halloween de Paris, puis premier concert à Marseille au HeroFestival et termine l’année au Klub à l’occasion du festival Headbang Contest. Le calendrier 2015 se remplit en concerts pendant que le groupe continue de passer les tours du Headbang Contest (au Zèbre de Belleville en février et au Petit Bain en avril). À l’issue de la finale parisienne, Access Live Production propose Magoyond en première partie du groupe Andreas & Nicolas, lors de leur concert parisien en novembre 2015.
Le groupe se sépare de DamDuf début juin 2015. En septembre, Kevin 'Jekyll', musicien rencontré lors du Headbang Contest, devient le nouveau bassiste de Magoyond.

### Ère "ZZ" (2016 / 2018)
En 2016, Magoyond joue à Paris, fait ses premières dates à Angoulême et Toulouse au Bascala pour le Rock My Geek Music Festival. Le quintet assure également un concert privé pour les 25 ans du magazine Animeland[source secondaire souhaitée].
Magoyond tourne Zone Zéro, son premier clip officiel avec le soutien de la communauté de contributeurs Tipeee[source secondaire souhaitée] et sort un nouvel EP. Début 2017, Magoyond et le Naheulband enregistrent la chanson Mon Ancêtre Gurdil revisitée en version metal. Le groupe sera présent à Nancy, Nanterre, Trolls et Légendes à Mons (première date en Belgique), à la Geek Touch de Lyon et à Molsheim. Fin 2017, le groupe se produit au Toulouse Game Show, au Gibus en première partie du groupe de psychobilly allemand Mad Sin, à Rouen pour la zombie walk et enfin au Trianon pour les 15 ans du Naheulband, l’occasion de fêter sur scène les 10 ans de création de Magoyond.
En 2018, les musiciens font quelques dates en France comme au Zénith de Strasbourg pour la Japan Addict Z[source secondaire souhaitée]. Fin 2018, le groupe décide de se séparer de Jekyll et est amené à se renouveler afin de travailler sur les futurs concerts et le nouvel album prévu en 2019.

### Ère "Kryptshow" (2019 / 2021)
L’année 2019 commence avec le succès du financement participatif opéré par les contributeurs Ulule à hauteur de 20 000 euros pour le double album autoproduit Kryptshow. Kryptshow est réalisé en collaboration avec les artistes Arsenic & Boule de Gomme (illustrations) et Toni Lindgren du Fascination Street Studios (studio du producteur suédois Jens Bogren (en)). Magoyond présente ce nouvel opus dès le mois d’avril à Trolls et Légendes à Mons en Belgique, Echos&Merveilles à Toulouse et au Zèbre de Belleville à Paris.
Aspic devient bassiste, tout en continuant d'assurer son poste de claviériste et producteur musical. Le groupe comporte maintenant quatre membres.

### Ère "Necropolis" (depuis 2021)
Le 20 octobre 2021, le groupe lance un second financement participatif sur la plateforme Ulule pour la réalisation du troisième album studio du groupe, Necropolis[source insuffisante]. L'objectif est atteint en seulement 12 heures et se termine avec un total de 62 798 euros le 5 décembre 2021[source insuffisante] à la suite du prolongement de la collecte par Ulule. L'album Necropolis est enregistré pendant le premier semestre 2022, avec un brass band et un orchestre philharmonique de plus de 90 musiciens et choristes. Plus de 180 personnes collaborent sur cet album, dont Arsenic & Boule de Gomme (illustrations) et Toni Lindgren du Fascination Street Studios.
À la suite d'un trailer le 1er juin 2022, le premier single de l'album, L'Ordre de l'Ombre sort le 1er juillet, annonçant également une release partie au Zèbre de Belleville les 31 octobre et 1er novembre 2022 pour Halloween. Le 16 octobre 2022, le groupe propose une projection privée de Necropolis en avant-première au cinéma Le Lincoln (Paris, Champs Élysées). Le second single du groupe, Goliath Paradise, est annoncé pour le 21 octobre 2022, soit une semaine avant la sortie officielle de l'album le 28 octobre 2022. Ce clip rassemble plus de 80 personnes et s’inspire des films de gangsters des années 50, de l’esthétique des films de Baz Luhrmann (Elvis, Gatsby le Magnifique, Moulin Rouge…) et de Michael Gracey (The Greatest Showman).

## Style musical
Magoyond allie de puissantes orchestrations au metal alternatif plus traditionnel. Les paroles sont chantées en français. Chaque chanson raconte une histoire, présente un personnage ou un lieu venant étoffer l'univers du groupe[source secondaire nécessaire]. Chaque morceau possède son ambiance et son style musical, permettant une immersion plus importante dans leurs concept-albums[source secondaire nécessaire]. En fonction des chansons, les influences musicales du groupe sont variées.
Déjanté, cynique et fleurant l’humour noir, leur style décalé et original leur vaut de bonnes critiques[source insuffisante].

## Thématiques traitées

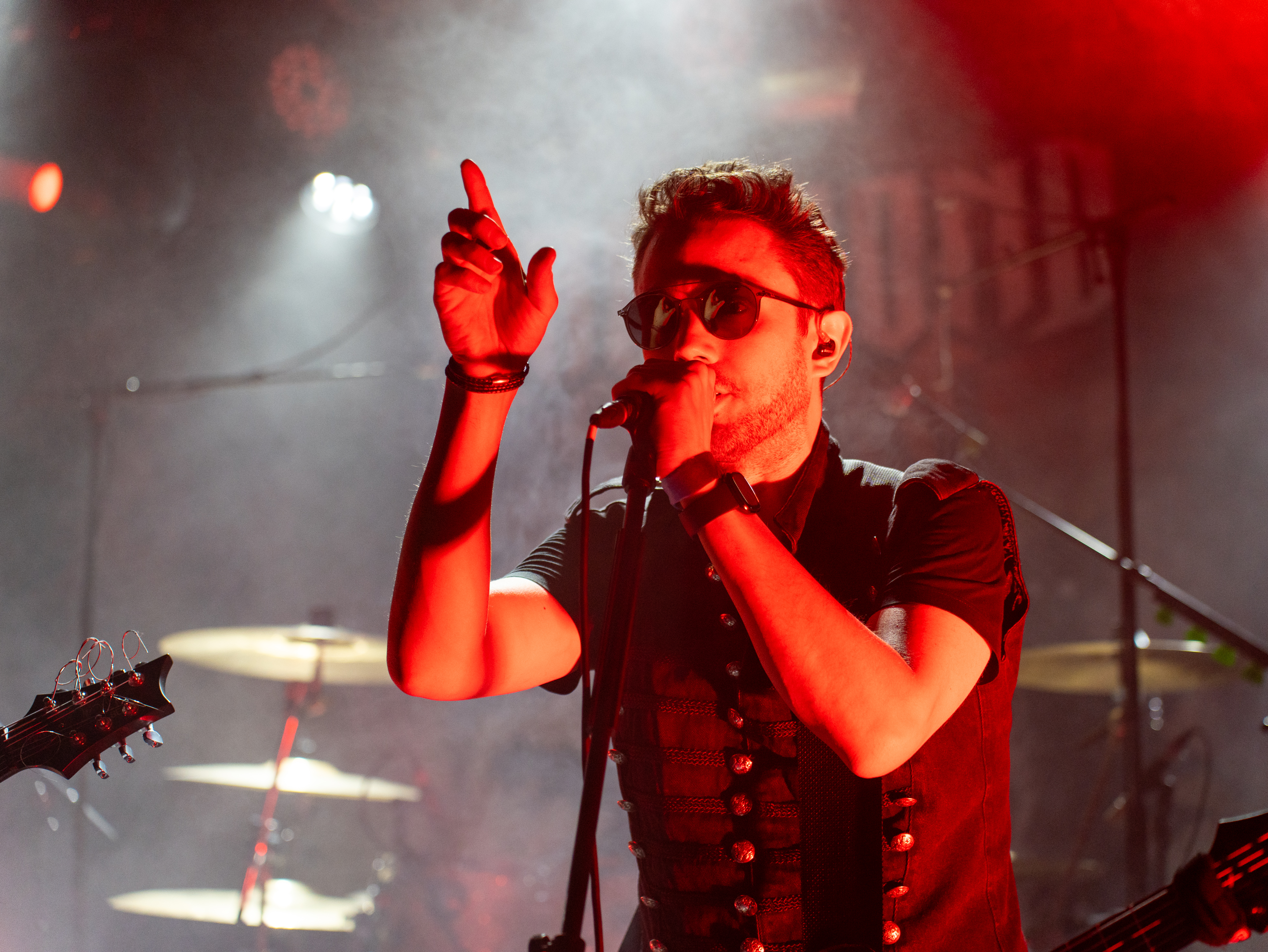
Le Mago (chanteur / guitariste de MAGOYOND)

Les chansons de Magoyond peuvent être comparées à des nouvelles macabres. Les albums se suivent chronologiquement, étoffent l'univers et l'histoire globale du groupe, à la manière des comics américains. Le sujet des morts-vivants étant fréquent dans leurs chansons, Magoyond a été catégorisé de groupe de "rock zombie" dès leurs débuts. Ce terme est utilisé encore aujourd'hui par le groupe qui l'a fait évoluer en Monster Rock ou Monster Metal aux vues des nouvelles chansons parlant de différents monstres.

### Sens du nom
Selon l'univers du groupe, "Magoyond" veut dire "anéantissement" en langue fictive zombie.
Magoyond vient de la contraction des pseudos des deux membres initiaux Le Mago, et Yond (ex-basse, départ du groupe en 2013). Le nom est resté, même si le groupe s'est plusieurs fois posé la question de le changer entre 2013 et 2014[source secondaire souhaitée].

## Membres
- Julien 'Le Mago' Escalas : chant, guitare rythmique (depuis 2007)
- Arnaud 'Aspic' Condé : basse (depuis 2019), claviers (piano, clavecin, orgue, programmation numérique), chœurs, et instruments additionnels (depuis 2008)
- Bruno 'Nobru' Guerzoni : batterie (depuis 2010)
- Victor 'Vito' Bruzzi : guitare lead (depuis 2014)

### Anciens membres
- Romain 'Yond' B. – chœurs, basse (2008-2013)
- Guillaume 'Mr G / Yilawen' B. – guitare lead (2009-2013)
- Damien 'DamDuf' D. – Percussions, guitare (2013), chœurs, basse (2013-2015)
- Kevin 'Jekyll' H. – chœurs, basse (2015-2018)

### Musiciens occasionnels en live
- Florentin 'Flo' Lemonnier – basse (avril 2015)
- Jason Pinheiro – guitare lead (juin 2018)
- Ghislain 'Le Voleur' Morel – percussion (depuis 2011)
- Tony 'l'orc' Beaufils – guitare lead (depuis 2011)
- John 'Pen Of Chaos' Lang – chœurs, guitare, percussion (depuis 2011)
- Arthur Heim – saxophone, basse (depuis 2019)
- Lena Torre – basse (depuis 2020)
- Clémence Ricochon – violon (depuis 2020)
- Aymeric Courilleau – violoncelle (depuis 2020)
- Matt Preacherz – basse (depuis 2023)

## Discographie

### EP
- Z (2014) - Disque et numérique
- ZZ (2016) - Numérique seulement
- Znake : The Game (2016) - Numérique seulement
- Arsenic Live Session (2020) - Vinyle et numérique

### Singles
- G33k (2012)
- Satan (2012)
- La Rumeur (MONSTER) (2014)
- Le Croque-mitaine (2015)
- Le Pudding à l’Arsenic [Asterix & Cléopâtre Rock Cover] (2016)
- Les Zombies (2016)
- Zone Zero (2016)
- Mon Ancêtre Gurdil Metal (feat. Le Naheulband) (2017)
- Respawn (Noob Special) (2018)
- Le Chapiteau des Supplices (2019)
- Qu'allons-nous faire ? - Édition Confinement (2021)
- Le Jour des Vivants (2021)
- Joe McPsyko & The Amnesia Orchestra (2021)
- Soyez prêtes (Le Roi Lion) - NECROPOLIS (2021)
- L'Ordre de l'Ombre - NECROPOLIS (2022)
- Goliath Paradise - NECROPOLIS (2022)

### Démos (Avant 2012)

#### Albums
- Musico-Thérapy (2006/2008) - Numérique seulement
- M&Y (2008/2010) - Numérique seulement
- MAD (2011) - Numérique seulement

#### EP
- EPisode 0 (2010) - CD Physique
- EPisode 1 (2010) - CD Physique
- EPisode 2 (2011) - CD Physique
- EPisode 3 (2011) - CD Physique